# Santacruzsnårskrika
Santacruzsnårskrika (Aphelocoma insularis) är en nordamerikansk fågel i tättingfamiljen kråkfåglar. Den förekommer mycket lokalt på en ö utanför södra Kalifornien. Vissa behandlar den som underart till västlig snårskrika.

## Utseende och läten
Santacruzsnårskrikan är liksom nära släktingen västlig snårskrika en rätt långstjärtad kråkfågel med blå ovansida, grå mantel, mörk kind, vitaktig undersida och ett blått halsband. Denna art är större, med kraftigare näbb, mörkare nästan svart kind och mörkare blått på ovansidan. Lätena är i princip identiska.

## Utbredning och systematik
Fågeln förekommer enbart på Santa Cruz Island i Channel Islands utanför södra Kalifornien). Den behandlades tidigare som underart till västlig snårskrika och vissa gör det fortfarande.

## Status
Internationella naturvårdsunionen IUCN erkänner den inte som egen art, varför dess hotstatus inte bedömts.